# Jiří Janáček (učitel)

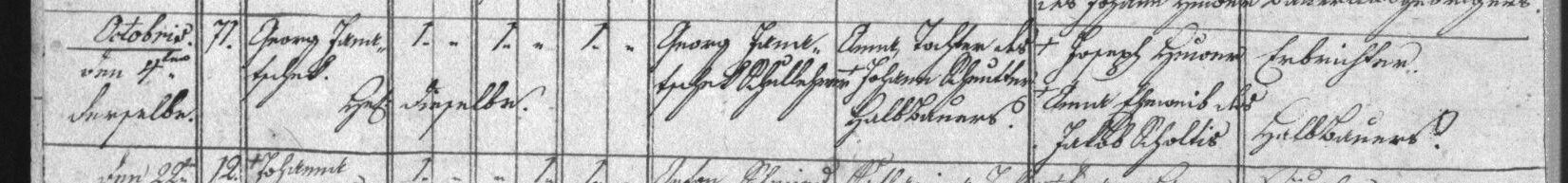
Matriční záznam o narození a křtu

Jiří Janáček (4. října 1815 Albrechtičky – 8. března 1866 Hukvaldy) byl moravský kantor, hudebník, včelař a otec hudebního skladatele Leoše Janáčka.

## Život
Narodil se roku 1815 v Albrechtičkách učiteli Jiřímu Janáčkovi a Anně, dceři Johanna Scheuttera. V třiadvaceti letech se oženil s Amálií Grulichovou z Příboru, dcerou hostinského Karla Grulicha, jenž jim jako věno udělil 200 zlatých.
Jiří Janáček se rozhodl pracovat jako učitel a roku 1848 se přestěhoval z Příbora do Hukvald, kde žil s rodinou v prostorách zchátralé školní budovy. Ve volném čase se věnoval včelařství, zahradničení a založil v Hukvaldech pěvecký a čtenářský spolek. Špatné životní podmínky však omezovaly jeho život, trpěl revmatismem a srdeční chorobou a roku 1866 v 50 letech zemřel.